# Floribella (álbum)
Floribella é a trilha sonora da telenovela brasileira de mesmo nome, lançado dia 6 de junho de 2005 pela Universal Music. O álbum é majoritariamente cantado pela protagonista Juliana Silveira e pela antagonista Maria Carolina Ribeiro, com uma participação especial de Gustavo Leão. A produção coube a Rick Bonadio. Inspirado no original Floricienta y Su Banda lançado em 2004 na Argentina.

## Faixas
| #   | Título                                      | Compositores                                                                                           | Duração |
| --- | ------------------------------------------- | --- | ------- |
| 1.  | "Floribella (Floricienta)"                  | Maria Cristina de Giácomi, Carlos Nilson, Guilhermo Lorenzo, Marcelo Wengrovski – Versão: Rick Bonadio | 2:46    |
| 2.  | "Porque (Por qué) "                         | Giácomi, Nilson – Versão: Bonadio                                                                      | 3:57    |
| 3.  | "Tic-tac (Tic tac)"                         | Lorenzo, Maria Florência Ciarlo – Versão: Bonadio                                                      | 2:28    |
| 4.  | "Pobre dos Ricos (Pobre los Ricos)"         | Giácomi, Nilson – Versão: Bonadio                                                                      | 3:20    |
| 5.  | "E Asim Será (Y Así Será)"                  | Giácomi, Nilson – Versão: Bonadio                                                                      | 4:11    |
| 6.  | "Primeiro Encontro"                         | Rick Bonadio                                                                                           | 3:47    |
| 7.  | "Miau, Miau (Kikiriki)"                     | Cristina de Giácomi, Carlos Nilson – Versão: Rick Bonadio                                              | 2:36    |
| 8.  | "Meu Vestido Azul (Mi Vestido Azul)"        | Cristina de Giácomi, Carlos Nilson – Versão: Rick Bonadio                                              | 3:34    |
| 9.  | "Você vai me Querer"                        | Rick Bonadio                                                                                           | 2:52    |
| 10. | "Vem pra mim (Ven a Mí)"                    | Cristina de Giácomi, Carlos Nilson, Marcelo Wengrovski – Versão: Rick Bonadio                          | 3:20    |
| 11. | "Crianças não morrem (Los niños no mueren)" | Cristina de Giácomi, Carlos Nilson - Versão: Rick Bonadio                                              | 4:35    |
| 12. | "Garoto Lindo (Chaval Chulito)"             | Cristina de Giácomi, Carlos Nilson - Versão: Jaqueline Vargas                                          | 2:36    |

## Desempenho comercial
Comercialmente, o álbum vendeu 55 mil cópias nos primeiros 45 dias após o lançamento. Em setembro de 2005, durante uma apresentação de Silveira no Sabadaço, ela recebeu a certificação de ouro pelas 100 mil unidades vendidas da obra. Em 11 de outubro, assumiu a vice-liderança na parada dos dez discos mais adquiridos no Brasil, publicada pela revista Billboard, com base em dados da revista Sucesso. Ficou na 15ª posição entre os álbuns mais comprados do ano no país. Foi certificado platina pela Pro-Música Brasil (PMB) por vendas totais de 200 mil unidades.
| País — Tabela musical (2005) | Posição de pico |
| ---------------------------- | --------------- |
| Brasil (Sucesso)             | 2               |

| País — Tabela musical (2005) | Posição |
| ---------------------------- | ------- |
| Brasil (Pro-Música Brasil)   | 10      |

| Região                                              | Certificação | Unidades/Vendas |
| --------------------------------------------------- | ------------ | --------------- |
| Brasil (Pro-Música Brasil)                          | Platina      | 200,000         |
| *números de vendas baseados somente na certificação |              |                 |